# Dimitris Kremastinos
Dimitris Kremastinos (grego: Δημήτρης Κρεμαστινός; Halki, 1 de maio de 1942 - Atenas, 8 de maio de 2020) foi um político grego, médico, professor de cardiologia da Universidade Nacional e Kapodistriana de Atenas e atuou como membro da Academia Europeia de Ciências e Artes.
Atuou como Ministro da Saúde e Bem-Estar e Seguridade Social, Presidente do Comitê Permanente de Assuntos Sociais do Parlamento Helênico, e em 2015 foi eleito vice-presidente do Parlamento Helênico. Foi eleito deputado do Dodecaneso pelo PASOK e pelo Alinhamento Democrático. Era o médico pessoal de Andréas Papandréou.

## Morte
Em 26 de março de 2020, foi internado no Hospital Evangelismos em Atenas, devido a uma infecção grave pela COVID-19. Morreu no hospital em 8 de maio de 2020.